# NGC 2491
NGC 2491 (другие обозначения — ZWG 31.7, NPM1G +08.0123, PGC 22353) — галактика в созвездии Малый Пёс.
Этот объект входит в число перечисленных в оригинальной редакции «Нового общего каталога».
Идентификация объекта не определена, так как в той области неба имеются три галактики, каждая из которых может быть NGC 2491. Одна из них соответствует координатам Льюиса Свифта и, возможно, его описанию, но две другие были бы более заметны для Свифта, чем первая довольно слабая галактика.